# William Henry Smith (1825-1891)
William Henry Smith (24 juin 1825 - 6 octobre 1891) est un libraire anglais et un marchand de journaux de l'entreprise familiale WH Smith, qui a agrandi l'entreprise et a introduit la pratique de la vente de livres et de journaux dans les gares. Élu député en 1868, il accède au poste de premier lord de l'amirauté moins de dix ans après. En raison de son manque d'expérience navale, il est perçu comme un modèle pour le personnage de Sir Joseph Porter dans le HMS Pinafore. Au milieu des années 1880, il est deux fois secrétaire d'État à la Guerre, puis premier lord du Trésor et leader de la Chambre des communes, entre autres.

## Jeunesse et carrière en affaires
Smith est né à Londres, le fils de William Henry Smith (1792-1865) (en). Il fait ses études à la Tavistock Grammar School avant de rejoindre l'entreprise avec son père en 1846, date à laquelle l'entreprise est devenue WH Smith & Son . Smith et son père ont profité du boom ferroviaire en ouvrant des kiosques à journaux dans les gares, à commencer par Euston en 1848. En 1850, l'entreprise ouvre des dépôts à Birmingham, Manchester et Liverpool. L'entreprise est devenue un nom familier (WH Smith), et Smith a utilisé le succès de l'entreprise comme tremplin dans la politique .
Il est élu en février 1878 membre de la Royal Society .

## Carrière politique
En 1868, Smith est élu député de Westminster sous l'étiquette conservateur après une première tentative pour entrer au Parlement en tant que «libéral-conservateur» en 1865, partisan de Palmerston. En 1874, Smith est nommé secrétaire aux finances du Trésor lorsque Disraeli revient au poste de Premier ministre. En 1877, il devient premier lord de l'amirauté. Certains ont vu en lui le personnage de Sir Joseph Porter dans l'opéra comique de Gilbert et Sullivan de 1878, HMS Pinafore. Gilbert avait écrit à Sullivan en décembre 1877: «Le fait que le premier lord de l'opéra soit un radical du type le plus prononcé supprimera tout soupçon que WH Smith est copié. Cependant, le personnage a été vu comme une réflexion sur Smith et même Disraeli a été entendu désigner son premier lord comme "Pinafore Smith" ,. Il a été suggéré que le personnage de Pinafore était autant basé sur le prédécesseur controversé de Smith, Hugh Childers, que sur Smith lui-même . Smith occupe ce poste pendant trois ans jusqu'à ce que les libéraux reviennent au pouvoir.
En 1885, une redistribution des sièges conduit Smith à se porter candidat dans la circonscription de Strand à Westminster, et il sert comme secrétaire en chef pour l'Irlande pendant une courte période l'année suivante. Il est deux fois secrétaire d'État à la Guerre, la première fois pendant le bref ministère de Lord Salisbury entre 1885 et 1886, et la deuxième lorsque les conservateurs ont remporté les élections générales de 1886. En 1887, il est nommé premier lord du Trésor et leader de la Chambre des communes, et devient Gouverneur des Cinq-Ports en 1891.
Il est l'un des rares ministres personnellement proches de Lord Salisbury (à part le neveu de ce dernier, Arthur Balfour), et a été surnommé "Old Morality" en raison de sa manière et de sa conduite austères.

## Famille
Il épouse Emily, fille de Frederick Dawes Danvers, en 1858. Ils ont deux fils et quatre filles: 
- Mabel Danvers Smith (décédée en 1956; elle épouse le 5e comte de Harrowby)
- Emily Anna Smith (1859–1942; elle épouse l'amiral William Acland (2e baronnet))
- Helen Smith (1860-1944)
- Beatrice Danvers Smith (1864-1942)
- Henry Walton Smith (1865-1866)
- Frederick Smith (2e vicomte Hambleden) (1868-1928)

Il est décédé en octobre 1891, à l'âge de 66 ans . Le mois suivant, sa veuve a été élevée à la pairie en son honneur de vicomtesse Hambleden, de Hambleden dans le comté de Buckingham. Elle meurt en août 1913 et est remplacée par son fils, Frederick.